# 보령 문씨
보령 문씨(保寧文氏)는 충청남도 보령시를 본관으로 하는 한국의 성씨이다.
시조 문욱(文郁)은 본래 남평 문씨 사람으로, 조선에서 진사(進士)를 지냈다고 한다.

## 참고 자료
- “보령문씨(保寧文氏)”. 뿌리를 찾아서.[깨진 링크(과거 내용 찾기)]